# Appleton (Minnesota)
Appleton – miasto w Stanach Zjednoczonych, w stanie Minnesota, w hrabstwie Swift.